# Sériers
Sériers – miejscowość i dawna gmina we Francji, w regionie Owernia-Rodan-Alpy, w departamencie Cantal. W 2013 roku populacja gminy wynosiła 139 mieszkańców. 
W dniu 1 stycznia 2017 roku z połączenia czterech ówczesnych gmin – Lavastrie, Neuvéglise, Oradour oraz Sériers – utworzono nową gminę Neuvéglise-sur-Truyère. Siedzibą gminy została miejscowość Neuvéglise. 